# Уинтер, Томас
То́мас Уи́нтер (англ. Thomas Wintour; 1571—1606) — английский заговорщик, участник Порохового заговора против английского и шотландского короля Якова I в 1605 году.

## Биография

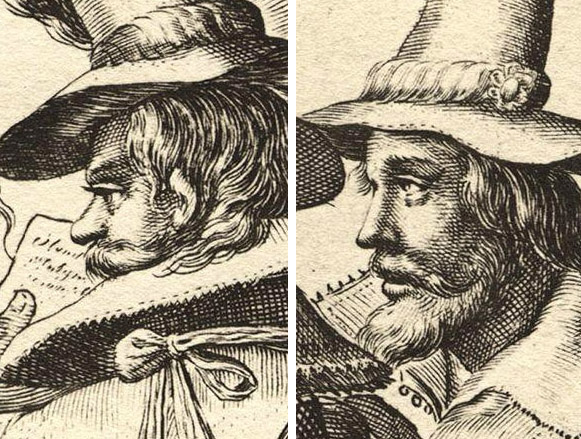
Братья Уинтер: Роберт (слева) и Томас (справа)

Родился в 1571 году (по другим данным — в 1572) в Йоркшире в семье Джорджа Уинтера и его жены Джейн (урождённой Ingleby). В семье были брат Роберт и сестра Дороти, которая была замужем за другим заговорщиком — Джоном Грантом. После смерти Джейн, отец женился на Элизабет Борн (англ. Elizabeth Bourn) и в семье еще родились брат Джон и сестра Элизабет.
Первоначально Томас служил у барона Монтигла. Затем получил юридическое образование и поступил на службу в английскую армию. Боролся с католиками в Испании и других европейских странах. Но в 1600 году его взгляды изменились — сославшись на несправедливую борьбу против католической Испании, он, как и его старший брат, стал страстным католиком. Путешествовал, как мистер Винтер из Вустершира, по Европе, посетив Италию и Испанию. В 1603 году Томас встретился с послом Испании доном Хуаном де Тассисом, высадившимся в Дувре для ведения переговоров по заключению англо-испанского договора. Уинтер поддерживал свободу католического вероисповедания в Испании и Англии.

### Пороховой заговор
В феврале 1604 года Томас был приглашен своим двоюродным братом Робертом Кетсби в его дом в Ламбете, но не смог приехать из-за болезни. Уинтер приехал позже, встретив у Кетсби его двоюродного брата Джона Райта, известного фехтовальщика. Кетсби сообщил о планах взорвать палату лордов во время государственного открытия парламента и убить короля, чтобы восстановить католицизм в Англии. Томас не сразу, но всё же согласился участвовать в заговоре. После этого он отбыл в Европу, где встречался с представителями Испании, которые должны были прибыть для следующего раунда переговоров в Лондон.
В мае 1604 года заговорщики встретились в Лондоне для уточнения деталей заговора, на исполнение которого требовалось много времени. Весной 1605 года в заговор был вовлечён Роберт Уинтер, брат Томаса. Но о существовании заговора стало известно властям. В ночь с 4 на 5 ноября был произведен обыск здания парламента, и около полуночи в подвале вместе с приготовленным порохом обнаружили Гая Фокса, который тут же был арестован. Узнав о провале заговора, Томас скрывался в доме своей сестры в Норбруке (англ. Norbrook). Им с братом удавалось долго скрываться от властей, но вместе с большой группой заговорщиков они были схвачены в январе 1606 года.
Суд над ними начался 27 января 1606 года. Оба брата были обвинены в государственной измене. В числе первой группы заговорщиков 30 января 1606 года Роберт Уинтер был подвергнут казни через повешение, потрошение и четвертование на площади рядом со старым собором Святого Павла. Такая же участь на следующий день, 31 января, постигла оставшуюся часть заговорщиков, включая Томаса Уинтера, — они были казнены на Старой дворцовой площади между Вестминстерским дворцом и Вестминстерским аббатством. Их сводный брат Джон был казнён близ Вустера 7 апреля 1606 года.

## Образ в искусстве
- Эдвард Холкрофт в мини-сериале «Порох»